# غاومر (مقاطعة دلفان)
غاومر (بالفارسية: گاومر) هي قرية تقع في قسم كاكاوند الغربي الريفي (مقاطعة دلفان) في إيران. يقدر عدد سكانها بـ 194 نسمة بحسب إحصاء 2016.